# Погані дороги
«Погані дороги» (рос. Плохие дороги) — український переважно російськомовний фільм режисера та сценариста Наталії Ворожбит, екранізація її однойменної п'єси 2017 року. Стрічка складається з п'яти новел, об'єднаних темою доріг. Сюжет описує події що відбуваються з українськими мешканцями та військовими на Донбасі на фоні російсько-української війни.
Міжнародна прем'єра фільму відбулася 3 вересня 2020 року на Венеційському кінофестивалі в конкурсній програмі Міжнародного тижня критиків, де стрічка не змогла перемогти, однак отримала заохочувальну «Нагороду веронського кіноклубу» (Verona Film Club Award). В український обмежений прокат фільм вийшов 20 травня 2021 року.

## Синопсис
П'ять розбитих доріг. П'ять реальних історій мешканців Донбасу і українських військових. Тих, чиє життя проходить по обидва боки лінії розмежування. Історії про кохання, ненависть, довіру, зраду і порушення особистих кордонів на тлі порушення кордонів державних.

## Сюжет
- Перша історія — розповідає про затримання нетверезого озброєного місцевого директора школи Ігоря Оніщука на українському блокпості, який помічає в бліндажі українських військових роздягнену восьмикласницю Людку Марченко з його школи й він хоче забрати дівчину назад до сім'ї.
- Друга історія — розповідає про трьох місцевих старшокласниць, які лузаючи насіння на автобусній зупинці в місцевому прифронтовому містечку, сперечаються про сексуальні зв'язки з українськими військовими та наслідки цих зв'язків. Одна з цих трьох місцевих школярок закохана в українського військового, однак їх відносини намагається стримати її проросійська бабуся.
- Третя історія — розповідає про полонену українську журналістку, яку намагається зґвалтувати російський окупант, однак вона замість пручання освідчується йому у коханні, чим абсолютно збиває його з пантелику.
- Четверта історія — розповідає про те, як українська міська молодиця на своїй машині ненароком збиває курку поблизу села й хоче відшкодувати вартість курки її господарям, які, користуючись ситуацією, намагаються відібрати в молодиці все.
- П'ята історія — розповідає про закохану в українського військового Віктора українську військову-медсестру, яка після вбивства та обезголовлення Віктора російськими окупаційними військами, на пару з іншим військовим їде у машині та везе вікторове безголове тіло до його дружини.

## У ролях
| Актор            | Персонаж                    |
| ---------------- | --------------------------- |
| Ігор Колтовський | Ігор Онищук, директор школи |
| Андрій Лелюх     | командир                    |
| Володимир Гурін  | молодий солдат              |
| Анна Жураківська | дівчина Марса               |
| Юлія Матросова   | бабуся на зупинці           |
| Юрій Кулініч     | Стас, сепаратист            |
| Марина Клімова   | Юлія, журналістка           |
| Оксана Вороніна  | дружина фермера             |
| Сергій Соловйов  | Вася, фермер                |
| Зоя Барановська  | жінка-водій                 |
| Оксана Черкашина | Тетяна, медичка             |
| Дмитро Орлов     |                             |

## Мова фільму
Як зазначив кінокритик Віталій Гордієнко з інтернет-видання «Загін кіноманів» «більша частина [реплік фільму] російськомовна»; цей же висновок про мову стрічки підтвердила й кінокритик видання «Вікенд» Марина Ніколаєва, яка зазначила що «у фільмі здебільшого говорять російською».

## Озвучення українською
Фільм знято практично на 100 % російською мовою; однак для українського кінопрокату його продублювали українською.

## Виробництво

### П'єса-першоджерело та особливості сюжету
Сюжет фільму заснований на однойменній п'єсі «Погані дороги», яку Ворожбит вперше написала російською для Лондонського театру Королівський двір і на основі якої у жовтні 2017 року було створено англомовну виставу «Bad roads» режисерки Вікі Фезерстон (переклад з російської на англійську виконала Sasha Dugdale). В Україні російськомовна версія вистави режисерки Тамари Трунової у виконанні Київського академічного театру драми й комедії на лівому березі Дніпра виграла у номінації «За найкращу драматичну виставу» на Фестивалі-Премії ГРА у 2019 році. У 2023 році постановку п'єси українською мовою здійснив монреальський театр «Стожари» за участю Григорія Гладія (режисер-постановник Ольга Онищенко).
Сюжет п'єси та фільму «Погані дороги» описує події що відбуваються з мешканцями Донбасу та українськими військовими на фоні російсько-української війни. В основу сюжету п'єси та фільму лягли документальні історії занотовані Наталкою Ворожбит на сході України у 2015 році під-час збору матеріалу для фільму «Кіборги». За словами Наталки Ворожбит, на відміну від фільму «Кіборги», який присвячений силі духу людей та є чоловічим поглядом на російсько-українську війну, фільм «Погані дороги» присвячений людській слабкості і є жіночим поглядом на російсько-українську війну.
Стрічка «Погані дороги» складається з п'яти різних новел, об'єднаних однак темою доріг. З оригінальної п'єси Ворожбит 2017 року до фільму увійшло саме 5 (а не всі 6 новел з п'єси-першоджерела).

### Кошторис
Проєкт фільму «Поганих доріг» був відхилений на десятому пітчингу Держкіно в 2017 році оскільки він не набрав прохідної кількості балів у експертів; тоді у 2017 році творці оцінювали свій кошторис на ₴17.8 млн, а у Держкіно творці просили ₴8.9 млн.
Згодом творці подалися на пітчинг Українського культурного фонду (УКФ), який вони таки змогли виграти, й стрічка була врешті профінансована Українським культурним фондом; тоді у 2019 році під-час пітчингу УКФ творці оцінювали свій кошторис на ₴13.5 млн, й в УКФ творці також просили ₴13.5 млн, однак УКФ виділив творцям лише десь 86 % заявленого кошторису ₴13.5 млн, а саме ₴11.6 млн грн.

### Фільмування
Фільмування розпочалося у серпні 2019 року.

## Версії
Існує дві версії фільму. Перша версія — міжнародна скорочена версія фільму, яка містить лише 4 з 5 новел фільму і звідки вирізано новелу про українську військову-медсестру, яка везе мертве обезголовлене тіло українського військового, чиєю коханкою вона була, до його дружини для поховання (тривалість 105 хв.). Друга версія — повна, у якій присутні всі 5 новел (тривалість 124 хв.). Причину, чому у міжнародний фестивальний прокат вирішили випустити скорочену версію стрічки згодом повідомила режисер Наталка Ворожбит, заявивши, що їхні «сейлз-агенти з Британії [REASON8 Films] наполягали на тому, щоб вирізати одну з новел [оскільки] вони вважали, що вона затягує фільм, що вона темно знята і що вона зайва».

## Реліз

### Закордонний реліз
Прем'єра міжнародної версії фільму (лише 4 з 5 новел) відбулася 3 вересня 2020 року у конкурсній паралельній програмі Міжнародного тижню критиків (італ. Settimana Internazionale della Critica) Венеційського кінофестивалю, де стрічка не змогла перемогти однак отримала заохочувальну нагороду «Verona Film Club Award».
Під час презентації свого фільму у Венеції режисер Поганих доріг Наталка Ворожбит повідомила у своїй «Заяві режисера» (англ. Director's Statement) що об'їзні дороги у моєму фільмі ведуть нас до зон конфлікту, де люди, живучи у страху та ненависті, навчилися стикатися з надзвичайними обставинами. Розгорнувши дію свого фільму у місці де протирічче між цивільними та військовими є показним однак непомітним, стриманим та заглушеним, моя ціль була зняти стрічку у квазі-документальному стилі, постійно запитуючи протагоністів хто вони, чому вони тут, та що коїться? [...] Моя стрічка оповідає про насилля, що з'явилося нізвідки та розпалило серйозний [військовий] конфлікт.
У грудні 2021 року права на показ стрічку придбала американська стрімінгова компанія HBO.

### Український реліз
В український обмежений прокат повна версія фільму (всі 5 з 5 новел) вийшла 20 травня 2021 року. На українському телебаченні повна версія вперше транслювалася з українськомовним закадровим озвученням 11 вересня 2021 року на телеканалі Volia Cine+. На українських vod-платформах була вперше оприлюднена 20 вересня 2021 на vod-платформі oll.tv (з оригінальною російськомовною авдіодоріжкою та без українськомовного закадрового озвучення, що було створено для кінопрокату в Україні).

## Відгуки кінокритиків
Кінокритик Сергій Ксаверов у своїй рецензії для видання «Лівий берег» позитивно відгукнувся про стрічку «Погані дороги» й називає фільм «одним із найцікавіших» в українському кіно кінця 2010-х. На його думку, «Погані дороги» — це «фільм про окремі локуси, майже повністю виключені з того, що ми можемо назвати „життям країни“», а сама назва фільму символізує «ментальний стан людей на цих дорогах» і «стан країни в цілому, яка не є цілісною з огляду на війну». Він називає цей фільм «обережним», та небагатим на кінографічні прийоми, що виглядає принциповим режисерським рішенням. Натомість критик підкреслює «об'ємність» персонажів/ок стрічки, яку уможливлює вміння режисерки «зробити складну та багатовимірну людину з будь-якого матеріалу». І зрештою, ці персонажі/ки «часто знаходять сили та здатність чинити спротив хаосу, що вимагає від них жахливих дій» завдяки здатності до емпатії, яка перетворює їх «з інструмента хаосу на людину». Також позитивно про стрічку відгукнувся кінокритик інтернет-видання НВ Валерій Мирний який у своїй рецензії поставив фільму оцінку в 10 балів з 10-ти.
Прохолодно про стрічку відгукнувся кінокритик Ігор Грабович, який своїй у рецензії для видання «Detector.media» зазначає що фільм режисера Наталки Ворожбит подобається багатьом кінокритикам насамперед через свою «позірну ідеологічну невизначеність» у питанні російсько-української війни через яку «у фільмі немає поділу на „наших“ та „ненаших“», однак застерігає що ця ідеологічна неоднозначність Ворожбит в умовах тривалої російсько-української війни «не завше є компліментом для українського митця» та підкреслює що через цю ідеологічна розмитість стрічка має цілий ряд контроверсійностей, зокрема у питанні достовірності зображення українських військових як некомпетентних та імпульсивних осіб які діють з якихось своїх власних мотивів, а не за статутами та службовими інструкціями українського війська. Грабович підкреслює що такі ідеологічно розмиті інтонації щодо російсько-української війни, з усією їхньою контраверсійністю, «нині [станом на 2021 рік] відтворюються не лише у стрічці Ворожбит, а й багатьма, в тому числі й не дуже доброзичливими до України, людьми». Також прохолодно про стрічку відгукнувся кінокритик Олександр Ковальчук, який своїй у рецензії для видання «Варіанти» назвав стрічку «гуманістичним трешем» та зазначив, що хоча Ворожбит підняла великий хайп навколо свого фільму й «так багато наговорила у своїх численних інтерв'ю перед прем'єрою про сакральні спроби зрозуміти (панять і прастіть) православну душу ***ського сепаратиста з позицій всемилостивого гуманізму та лівого лібералізму», однак у кінцевому продукті від усього того великого хайпу «залишився лиш один пшик».

## Нагороди та номінації
| Список нагород та номінацій | Список нагород та номінацій        | Список нагород та номінацій    | Список нагород та номінацій                                 | Список нагород та номінацій | Список нагород та номінацій |
| Рік                         | Кінофестиваль/Кінопремія           | Категорія                      | Номінант(и)                                                 | Результат                   | Дж                          |
| --------------------------- | ---------------------------------- | ------------------------------ | ----------------------------------------------------------- | --------------------------- | --------------------------- |
| 2020                        | Венеційський кінофестиваль         | «Міжнародний тиждень критиків» | Наталка Ворожбит                                            | Номінація                   | [ 4 ] [ 5 ] [ 6 ]           |
| 2020                        | Кіноколо (3-тя церемонія вручення) | «Відкриття року»               | реж. Наталка Ворожбит, прод. Юрій Мінзянов, Дмитро Мінзянов | Перемога                    | [ 40 ]                      |
| 2020                        | Кіноколо (3-тя церемонія вручення) | «Найкращий актор»              | Юрій Кулініч                                                | Перемога                    | [ 40 ]                      |
| 2020                        | Кіноколо (3-тя церемонія вручення) | «Найкраща акторка»             | Оксана Черкашина                                            | Перемога                    | [ 40 ]                      |